# خالد الياسين
اللواء خالد محمد علي الياسين، عسكري كويتي، كان مديرًا عامًا للإدارة العامة للإطفاء ما بين عامي 1995 و2003.

## عنه
عُيّن في عام 1964، مساعد ضابط إطفاء ثم تدرج بالمناصب ليصبح رئيسًا لقسم الوقاية ثم مراقب مراقبة السلامة والوقاية إلى أن صدر قرار بتعيينه مديرًا لإدارة الوقاية. في 15 نوفمبر 1987، صدر مرسوم أميري من أمير دولة الكويت الشيخ جابر الأحمد الجابر الصباح بتعيينه نائبًا لمدير الإطفاء العام بدرجة وكيل وزارة مساعد، والتجديد له بالمرسوم الأميري رقم 95/91.
في 7 أكتوبر 1995، صدر المرسوم الأميري رقم 222/1995 الذي بموجبه عُيّن مديرًا عاما للإدارة العامة للإطفاء بدرجة وكيل وزارة، ثم جُدّد له بالمرسوم الأميري رقم 15/99 اعتبارا من 6 أكتوبر 1999 بناء على رغبة مجلس الوزراء بالتجديد، إلى أن تقاعد في 5 أكتوبر 2003.

## مناصب

### الإدارة العامة للإطفاء
تدرّج الياسين في الإدارة العامة للإطفاء في مناصب عدة، وهي:
- ضابط إطفاء
- مراقب مراقبة السلامة والوقاية
- مدير إدارة الوقاية
- نائب مدير الإدارة العامة للإطفاء بدرجة وكيل وزارة مساعد
- مدير الإدارة العامة للإطفاء بدرجة وكيل وزارة برتبة عميد في عام 2002، عُدّل قانون الإدارة العامة للإطفاء وغُيّرت تبعيتها من بلدية الكويت إلى وزير الدولة لشؤون مجلس الوزراء، وسُوّي بين رجال الإطفاء ورجال الشرطة بالرتب والمعاشات ورفع سقف الرتب إلى رتبة لواء إطفاء، ليرقى إثر ذلك إلى رتبة لواء.

### أخرى
ومن عضوياته ومناصبه الأخرى:
- عضو مجلس إدارة شركة قطاع الخدمات النفطي 2004–2008.
- رئيس وعضو في مجالس إدارات لعدة شركات مختلفة.

## أوسمة
- وسام رئيس جمهورية السنغال من الدرجة الأولى (1995)
- وسام الإطفاء من وزارة الدفاع السنغالية (1995)
- رئيس جمهورية السنغال من الدرجة الأولى ممتاز

## وفاته
توفي اللواء خالد الياسين يوم السبت 25 يوليو 2020 عن عمر ناهز 79 عامًا، وقد نعته شخصيات بارزة من الأسرة الحاكمة وأعضاء مجلس الأمة الكويتي وآخرين.